# Čereňany
Čereňany es un municipio que está situado en la parte sur del  distrito de Prievidza en la región de Trenčín, Eslovaquia, con una población estimada a final del año 2017 de 1691 habitantes., y se encuentra ubicado al este de la región, en el punto de contacto de la cuenta superior del río Nitra (cuenca hidrográfica del Danubio) y las montaňas Vtáčnik de la frontera con las regiones de Banská Bystrica y Žilina. En medio de la carretera I / 64 desde Prievidza a Nitra, al oeste del pueblo y la línea de ferrocarril Nové Zámky - Prievidza. Desde Vtáčnik desemboca en el pueblo varias corrientes más pequeñas, que desembocan en la corriente Čerenianský, que desemboca en Nitra.

## Historia
Los asentamientos en los alrededores de Čereňany están documentados por registros de los siglos IV al V a. C., pero la primera mención escrita de la aldea perteneciente al Señor de Bojnice se remonta a 1329. Más tarde pasó a la posesión del castillo Sivý Kameň, que se conservaron fuentes de año 1388 [4].
Medio siglo después, alrededor de 1440, se construyó una iglesia gótica de Santa María Magdalena en el pueblo. Las crónicas describen sus modificaciones en 1651, 1710 y en 1876, cuando su revisión fue necesaria. Las reparaciones menores también se llevaron a cabo en 1974, 1983 y 1987, la reconstrucción más reciente de la fachada se llevó a cabo en 1996. A principios del siglo XVIII, la iglesia fue reconstruida en estilo barroco, el altar conservado es de estilo Imperio. Las campanas datan de 1818 y 1921.
La casa señorial en Čereňany fue construida alrededor de 1640 como una construcción de un castillo del sur (un tipo de castillo medieval con desarrollo periférico, originario de Francia) con cuatro torres redondas en las esquinas.
Originalmente era un edificio fortificado y estaba rodeado por un foso. Durante otras intervenciones de construcción, su apariencia cambió a un estilo clasicista (protuberancias verticales en la parte frontal del edificio sin cabeza y pie) y una bahía mediana. 
Los dueños originales de la mansión eran la familia Majthényi, más tarde la familia Hunyadi. Antes de la Primera Guerra Mundial, la mansión era propiedad de Edmund Vépy Wongronitsch, después de 1920 fue comprada por JUDr. Metod Bella, presidente del Consejo Agrícola en Eslovaquia, la familia Bellov lo poseyó hasta 1949.
Después de la Segunda Guerra Mundial, la mansión fue la sede de la Propiedad del Estado, y más tarde, desde 1955, el Comité Nacional Local. En 1992, la casa señorial fue devuelta al heredero del propietario original, la familia Bellov, quien posteriormente la vendió a una empresa privada y en 2002 el actual propietario privado lo compró. La casa señorial se sometió a una reconstrucción completa durante tres años bajo la supervisión del personal del Instituto del Patrimonio, dándole así la elegante apariencia de hoy. Desde 2005, la mansión alberga una casa de huéspedes con 6 habitaciones, con el galardonado restaurante Afrodita, un club de coñac y una bodega histórica.
En el siglo XVII, se conservó un molino de agua en el arroyo Žiarský, documentado por escrito en 1659. Los propietarios eran monjes del monasterio paulino en Horní Lefantovce, que lo alquilaron a los lugareños.

## Demografía
| Año        | 1994 | 2004    | 2014    | 2024    |
| ---------- | ---- | ------- | ------- | ------- |
| Población  | 1697 | 1730    | 1692    | 1742    |
| Diferencia |      | +1,94 % | −2,19 % | +2,95 % |

| Año        | 2023 | 2024    |
| ---------- | ---- | ------- |
| Población  | 1730 | 1742    |
| Diferencia |      | +0,69 % |